# Harold Haenel
Harold Haenel –conocido como Hal Haenel– (San Luis, 18 de octubre de 1958) es un deportista estadounidense que compitió en vela en la clase Star. 
Participó en tres Juegos Olímpicos de Verano, obteniendo dos medallas, plata en Seúl 1988 y oro en Barcelona 1992, ambas en la clase Star con (junto con Mark Reynolds), y el octavo lugar en Atlanta 1996.
Ganó cinco medallas en el Campeonato Mundial de Star entre los años 1988 y 2013, y dos medallas en el Campeonato Europeo de Star, plata en 1987 y bronce en 1994.

## Palmarés internacional
| \| Juegos Olímpicos \| Juegos Olímpicos \| Juegos Olímpicos \| Juegos Olímpicos \| \| Año \| Lugar \| Medalla \| Clase \| \| ----------------------- \| -------------------------- \| ----------------- \| ---------------- \| \| 1988 \| Seúl (Corea del Sur) \| Medalla de plata \| Star \| \| 1992 \| Barcelona (España) \| Medalla de oro \| Star \| \| Campeonato Mundial \| \| \| \| \| Año \| Lugar \| Medalla \| Clase \| \| 1988 \| Buenos Aires (Argentina) \| Medalla de plata \| Star \| \| 1991 \| Cannes (Francia) \| Medalla de bronce \| Star \| \| 1995 \| Laredo (España) \| Medalla de oro \| Star \| \| 1996 \| Río de Janeiro (Brasil) \| Medalla de plata \| Star \| \| 2013 \| San Diego (Estados Unidos) \| Medalla de bronce \| Star \| \| Campeonato Europeo[n 1] \| \| \| \| \| Año \| Lugar \| Medalla \| Clase \| \| 1987 \| n. d. \| Medalla de plata \| Star \| \| 1994 \| Porto Rotondo (Italia) \| Medalla de bronce \| Star \| |                            |                   |       |
| Juegos Olímpicos |                            |                   |       |
| Año | Lugar                      | Medalla           | Clase |
| 1988 | Seúl (Corea del Sur)       | Medalla de plata  | Star  |
| 1992 | Barcelona (España)         | Medalla de oro    | Star  |
| Campeonato Mundial |                            |                   |       |
| Año | Lugar                      | Medalla           | Clase |
| 1988 | Buenos Aires (Argentina)   | Medalla de plata  | Star  |
| 1991 | Cannes (Francia)           | Medalla de bronce | Star  |
| 1995 | Laredo (España)            | Medalla de oro    | Star  |
| 1996 | Río de Janeiro (Brasil)    | Medalla de plata  | Star  |
| 2013 | San Diego (Estados Unidos) | Medalla de bronce | Star  |
| Campeonato Europeo |                            |                   |       |
| Año | Lugar                      | Medalla           | Clase |
| 1987 | n. d.                      | Medalla de plata  | Star  |
| 1994 | Porto Rotondo (Italia)     | Medalla de bronce | Star  |

1. ↑  En algunas ediciones del Campeonato Europeo se permitió la participación de regatistas de otros continentes.